# 梅林达德里欧维耶尔纳
梅林达德里欧维耶尔纳，是西班牙卡斯蒂利亚-莱昂布尔戈斯省的一个市镇。总面积275平方公里，总人口1330人（2001年），人口密度5人/平方公里。